# Neoliodes theleproctus
Neoliodes theleproctus är en kvalsterart som först beskrevs av Hermann 1804.  Neoliodes theleproctus ingår i släktet Neoliodes och familjen Neoliodidae. Inga underarter finns listade i Catalogue of Life.